# Battaglia di Arjona
La battaglia di Arjona fu uno scontro militare che coinvolse il Sultanato di Granada e il Regno di Castiglia e León nei pressi di Arjona. La schermaglia si concluse con una schiacciante vittoria dei granadini.

## Contesto storico
Dopo la battaglia di Iznalloz, terminata con una catastrofica sconfitta per i cristiani, il Grande Maestro dell'Ordine di Calatrava Ruy Pérez Ponce de León morì per via delle gravi ferite riportate pochi giorni dopo. La sua dipartita indebolì il potere della regina regnante, Maria di Molina, che invocò la fedeltà di Alonso Pérez de Guzmán (detto Guzmán il Buono) e gli chiese caldamente di difendere l'Andalusia, minacciata dal sultano di Granada Muhammad II. Quest'ultimo stava portando avanti una tattica militare contraddistinta di continue incursioni nelle terre cristiane, devastando i campi e tenendo in costante allarme gli abitanti delle città di confine, tra cui Arjona, uno dei punti che più soffriva per gli attacchi dei musulmani. La regina pregò Guzmán di porsi alla testa dell'esercito cristiano per punire i Mori e pacificare la frontiera, cosa che Guzmán fece.

## La battaglia
Nel 1297 Guzmán partì per intercettare i granadini. A Guzmán si unì l'Infante Don Enrico, ovvero lo zio di Ferdinando IV. Arrivati ad Andújar, ricevettero la notizia che la cavalleria del sultano granadino era accampata da tre giorni nei pressi di Arjona, devastando i campi e saccheggiando le fattorie e i casolari. I castigliani incontrarono i granadini ad Arjona e ne seguì una battaglia. La cavalleria granadina caricò contro l'avanguardia castigliana, la sfondò, la disperse e penetrò nell'accampamento castigliano. Negli scontri l'Infante Enrico venne disarcionato.
L'Infante fu quasi ucciso e scampò alla morte perché Guzmán, vedendolo in pericolo, caricò contro le forze musulmane alla testa di una forza di cavalleria e, avvolgendolo tra i suoi, lo salvò dalla morte, pur soffrendo molte perdite. La maggior parte dei castigliani perì negli scontri e solo in pochi sopravvissero, venendo fatti prigionieri e imprigionati a Granada. Pedro Pascual, vescovo di Jaén, rimase ucciso nella battaglia.